# ウインキートス
ウインキートス（欧字名:Win Kiitos、2017年5月4日 - ）は、日本の競走馬。2021年の目黒記念の勝ち馬である。
名前の由来は冠名＋フィンランド語の「ありがとう」。ゴールドシップの初年度産駒の1頭である。

## 経歴

### デビュー前
2017年5月4日、北海道新冠町のコスモヴューファームにて生まれる。

### 2歳（2019年）
2019年11月16日、東京競馬場の新馬戦（芝1600m）で松岡正海を鞍上にデビュー。先行馬を見ながら好位につき直線でゴルトベルクと併せて叩き合うが、抜け出したルーツドールに並ぶことができず、ゴルトベルクにも競り負けて3着に終わる。12月7日には中山競馬場の未勝利戦（芝1800m）に出走し、直線で追い上げを見せるが届かず3着。12月28日、同じく中山競馬場の未勝利戦（芝1800m）でオイシン・マーフィーに乗り替わると大外枠から好位を確保、直線では楽に抜け出し2着のポーラーサンに3馬身半の差をつけて快勝、昇級を果たす。

### 3歳（2020年）
2020年、津村明秀を鞍上に2月29日のデイジー賞（3歳1勝クラス・中山・芝1800m）に2番人気で出走するが5着に沈む。続いて3月31日にミモザ賞（3歳以上1勝クラス・中山・芝1800m）に出走するが先に抜け出したウインマリリンに並ぶことができず2着。4月25日の新緑賞（3歳1勝クラス・東京・芝2300m）では4着。5月30日の3歳1勝クラス（東京・芝2400m）ではダミアン・レーンが騎乗、1番人気に推されるがアンティシペイトに逃げ切られ、ゼノヴァースにもハナ差で競り負け3着。
8月23日には、札幌競馬場開催の3歳以上1勝クラス（芝2000m）に丹内祐次鞍上で出走し2着に入る。そのまま間を空けず8月29日のルスツ特別（芝2600m）に出走すると直線で末脚を伸ばし、2着のポーラーサマーに3馬身差をつけ1着、未勝利戦ぶりの勝利を挙げた。9月26日には九十九里特別（3歳以上2勝クラス・中山・芝2500m）に1番人気で出走、早めに上がり先頭に立ったが最後の坂で止まってしまい、ダノングロワールにゴール直前でかわされクビ差の2着となる。
11月7日、福島競馬場で土湯温泉特別（3歳以上2勝クラス・芝2600m）に松岡正海鞍上で出走、1番人気に応えて1着。12月26日には中山競馬場のグレイトフルステークス（3歳以上3勝クラス・芝2500m）に出走、差し脚を伸ばすがジャコマルに逃げ切られ2着。

### 4歳（2021年）
2021年に入るとまずは1月11日、中山競馬場の迎春ステークス（4歳以上3勝クラス・芝2200m）に出走、先行したブラックマジックにクビ差まで迫るがかわしきれず2着。3月7日には同じく中山競馬場の湾岸ステークス（4歳以上3勝クラス・芝2200m）に横山武史鞍上で出走。4コーナーで先頭に並び、直線で抜け出して2馬身差の勝利を収めた。
3月27日には初の重賞となる日経賞（GII）に出走するが、3コーナーで不利を受けて15着のシンガリ負けを喫する。続いて5月30日、目黒記念（GII)に出走、超スローペースの中逃げるトップウイナーを追走して直線で抜け出し、後続に並ばせることなく2馬身差で勝利、重賞初制覇を飾った。牝馬による目黒記念制覇は1988年のメジロフルマー以来、33年ぶりの快挙だった。その後は重賞連勝を狙い札幌記念（GII）に出走するが9着と不本意な結果に終わる。9月26日、オールカマー（GII）は中団から、直線外に持ち出して前に迫るがウインマリリンを交わせず2着に敗れた。その後は初のGIとなるエリザベス女王杯に出走したが、見せ場なく10着に敗れた。

### 5歳（2022年）
5歳初戦として3月26日に行われた日経賞に出走し、12着。その後、連覇がかかった目黒記念では逃げ粘り3着となった。
秋に入り、9月25日のオールカマーは3番手追走からしぶとく脚を伸ばし3着となる。続くエリザベス女王杯では15着に沈んだ。

### 6歳（2023年）
1月5日の中山金杯では好位追走も直線で失速し14着と大敗。2月18日のダイヤモンドステークスは好スタートからハナを奪い逃げるも直線で力尽き16着と殿負けに終わった。レース後の2月21日、現役を引退しコスモヴューファームで繁殖牝馬となることが所有するウインレーシングクラブにより発表された。そして、2月22日をもって、正式に競走馬登録を抹消した。

## 競走成績
以下の内容はnetkeiba.comおよびJBISサーチの情報に基づく。
| 競走日     | 競馬場 | 競走名           | 格   | 距離（馬場）  | 頭 数 | 枠 番 | 馬 番 | オッズ （人気） | 着順 | タイム （上り3F） | 着差 | 騎手          | 斤量 [kg] | 1着馬（2着馬）       | 馬体重 [kg] |
| ---------- | ------ | ---------------- | ---- | ------------- | ----- | ----- | ----- | --------------- | ---- | ----------------- | ---- | ------------- | --------- | -------------------- | ----------- |
| 2019.11.16 | 東京   | 2歳新馬          |      | 芝1600m（良） | 17    | 5     | 10    | 015.10（4人）   | 03着 | R1:34.1（34.8）   | -0.8 | 0松岡正海     | 54        | ルーツドール         | 442         |
| 0000.12.07 | 中山   | 2歳未勝利        |      | 芝1800m（稍） | 16    | 8     | 15    | 005.40（3人）   | 03着 | R1:50.4（35.9）   | -0.5 | 0松岡正海     | 54        | デジマノハナ         | 446         |
| 0000.12.28 | 中山   | 2歳未勝利        |      | 芝1800m（良） | 16    | 8     | 16    | 005.50（2人）   | 01着 | R1:49.4（36.0）   | -0.1 | 0O.マーフィー | 54        | （ポーラーサン）     | 448         |
| 2020.02.29 | 中山   | デイジー賞       | 1勝  | 芝1800m（良） | 9     | 8     | 9     | 003.00（2人）   | 05着 | R1:49.2（35.0）   | -0.3 | 0津村明秀     | 54        | ウインマイティー     | 442         |
| 0000.03.31 | 中山   | ミモザ賞         | 1勝  | 芝2000m（稍） | 11    | 5     | 5     | 006.20（3人）   | 02着 | R2:02.8（36.5）   | -0.3 | 0津村明秀     | 54        | ウインマリリン       | 448         |
| 0000.04.25 | 東京   | 新緑賞           | 1勝  | 芝2300m（良） | 8     | 4     | 4     | 007.60（3人）   | 04着 | R2:21.8（33.8）   | -0.5 | 0津村明秀     | 54        | ブラックマジック     | 448         |
| 0000.05.30 | 東京   | 3歳1勝クラス     |      | 芝2400m（良） | 9     | 1     | 1     | 002.80（1人）   | 03着 | R2:24.6（35.2）   | -0.5 | 0D.レーン     | 54        | アンティシペイト     | 456         |
| 0000.08.23 | 札幌   | 3歳上1勝クラス   |      | 芝2000m（良） | 7     | 7     | 7     | 006.00（4人）   | 02着 | R2:00.9（35.8）   | -0.5 | 0丹内祐次     | 52        | ラヴユーライヴ       | 462         |
| 0000.08.29 | 札幌   | ルスツ特別       | 1勝  | 芝2600m（良） | 10    | 6     | 6     | 003.90（3人）   | 01着 | R2:42.9（35.7）   | -0.5 | 0丹内祐次     | 52        | （ポーラーサマー）   | 462         |
| 0000.09.26 | 中山   | 九十九里特別     | 2勝  | 芝2500m（稍） | 12    | 4     | 4     | 003.40（1人）   | 02着 | R2:35.0（36.8）   | -0.0 | 0丹内祐次     | 52        | ダノングロワール     | 450         |
| 0000.11.07 | 福島   | 土湯温泉特別     | 2勝  | 芝2600m（良） | 16    | 8     | 15    | 002.70（1人）   | 01着 | R2:43.8（35.1）   | -0.2 | 0松岡正海     | 53        | （エフェクトオン）   | 450         |
| 0000.12.26 | 中山   | グレイトフルS    | 3勝  | 芝2500m（良） | 14    | 1     | 1     | 004.40（3人）   | 02着 | R2:37.6（34.7）   | -0.2 | 0丹内祐次     | 52        | ジャコマル           | 460         |
| 2021.01.11 | 中山   | 迎春S            | 3勝  | 芝2200m（良） | 16    | 2     | 4     | 004.80（3人）   | 02着 | R2:16.8（35.0）   | -0.1 | 0丹内祐次     | 54        | ブラックマジック     | 464         |
| 0000.03.07 | 中山   | 湾岸S            | 3勝  | 芝2200m（良） | 13    | 8     | 13    | 004.20（2人）   | 01着 | R2:15.7（34.5）   | -0.3 | 0横山武史     | 54        | （アンティシペイト） | 460         |
| 0000.03.27 | 中山   | 日経賞           | GII  | 芝2500m（良） | 15    | 4     | 6     | 017.70（6人）   | 15着 | R2:35.2（36.0）   | -1.9 | 0丹内祐次     | 53        | ウインマリリン       | 460         |
| 0000.05.30 | 東京   | 目黒記念         | GII  | 芝2500m（良） | 16    | 3     | 5     | 016.60（8人）   | 01着 | R2:32.8（32.5）   | -0.3 | 0丹内祐次     | 52        | （ヒートオンビート） | 468         |
| 0000.08.22 | 札幌   | 札幌記念         | GII  | 芝2000m（良） | 13    | 7     | 11    | 014.50（5人）   | 09着 | R2:00.6（36.2）   | -1.1 | 0丹内祐次     | 55        | ソダシ               | 486         |
| 0000.09.26 | 中山   | オールカマー     | GII  | 芝2200m（良） | 16    | 1     | 2     | 012.10（5人）   | 02着 | R2:12.2（35.1）   | -0.3 | 0丹内祐次     | 55        | ウインマリリン       | 472         |
| 0000.11.14 | 阪神   | エリザベス女王杯 | GI   | 芝2200m（良） | 17    | 8     | 15    | 009.70（5人）   | 10着 | R2:12.8（36.6）   | -0.7 | 0丹内祐次     | 56        | アカイイト           | 470         |
| 0000.12.26 | 中山   | 有馬記念         | GI   | 芝2500m（良） | 16    | 3     | 6     | 070.0（12人）   | 11着 | R2:34.3（38.5）   | -2.3 | 0丹内祐次     | 55        | エフフォーリア       | 480         |
| 2022.03.26 | 中山   | 日経賞           | GII  | 芝2500m（稍） | 15    | 8     | 14    | 012.40（5人）   | 12着 | R2:36.6（34.7）   | -1.2 | 0丹内祐次     | 55        | タイトルホルダー     | 470         |
| 0000.05.29 | 東京   | 目黒記念         | GII  | 芝2500m（良） | 18    | 8     | 16    | 018.90（8人）   | 03着 | R2:32.2（34.8）   | -0.1 | 0松岡正海     | 54        | ボッケリーニ         | 474         |
| 0000.09.25 | 中山   | オールカマー     | GII  | 芝2200m（良） | 13    | 3     | 3     | 033.20（7人）   | 03着 | R2:13.1（35.7）   | -0.4 | 0松岡正海     | 54        | ジェラルディーナ     | 476         |
| 0000.11.13 | 阪神   | エリザベス女王杯 | GI   | 芝2200m（重） | 18    | 5     | 9     | 059.5（13人）   | 15着 | R2:15.7（38.6）   | -2.7 | 0松岡正海     | 56        | ジェラルディーナ     | 478         |
| 2023.01.05 | 中山   | 中山金杯         | GIII | 芝2000m（良） | 17    | 6     | 12    | 014.80（8人）   | 14着 | R2:01.3（36.7）   | -1.1 | 0松岡正海     | 55        | ラーグルフ           | 486         |
| 0000.02.18 | 東京   | ダイヤモンドS    | GIII | 芝3400m（良） | 16    | 8     | 15    | 019.40（6人）   | 16着 | R3:34.2（41.2）   | -5.1 | 0横山和生     | 55        | ミクソロジー         | 486         |

## 繁殖成績
|      | 馬名                 | 生年   | 性 | 毛色 | 父         | 馬主 | 厩舎 | 戦績 |
| ---- | -------------------- | ------ | -- | ---- | ---------- | ---- | ---- | ---- |
| 初仔 | ウインキートスの2024 | 2024年 | 牝 | 鹿毛 | ベンバトル |      |      |      |

- 2024年9月25日現在

## 血統表
| ウインキートスの血統                     | ウインキートスの血統                                     | ウインキートスの血統         | （血統表の出典）             | （血統表の出典） |
| 父系                                     | サンデーサイレンス系                                     | サンデーサイレンス系         | サンデーサイレンス系         | [ § 2 ]          |
| 父 ゴールドシップ 2009 芦毛 北海道日高町 | 父の父ステイゴールド 1994 黒鹿毛 北海道白老町            | *サンデーサイレンス          | Halo                         | Halo             |
| 父 ゴールドシップ 2009 芦毛 北海道日高町 | 父の父ステイゴールド 1994 黒鹿毛 北海道白老町            | *サンデーサイレンス          | Wishing Well                 |                  |
| 父 ゴールドシップ 2009 芦毛 北海道日高町 | 父の父ステイゴールド 1994 黒鹿毛 北海道白老町            | ゴールデンサッシュ           | *ディクタス                  | *ディクタス      |
| 父 ゴールドシップ 2009 芦毛 北海道日高町 | 父の父ステイゴールド 1994 黒鹿毛 北海道白老町            | ゴールデンサッシュ           | ダイナサッシュ               |                  |
| 父 ゴールドシップ 2009 芦毛 北海道日高町 | 父の母ポイントフラッグ 1998 芦毛 北海道門別町            | メジロマックイーン           | メジロティターン             | メジロティターン |
| 父 ゴールドシップ 2009 芦毛 北海道日高町 | 父の母ポイントフラッグ 1998 芦毛 北海道門別町            | メジロマックイーン           | メジロオーロラ               |                  |
| 父 ゴールドシップ 2009 芦毛 北海道日高町 | 父の母ポイントフラッグ 1998 芦毛 北海道門別町            | パストラリズム               | *プルラリズム                | *プルラリズム    |
| 父 ゴールドシップ 2009 芦毛 北海道日高町 | 父の母ポイントフラッグ 1998 芦毛 北海道門別町            | パストラリズム               | トクノエイティー             |                  |
| 母 イクスキューズ 2004 鹿毛 北海道新冠町 | 母の父*ボストンハーバー Boston Harbor 1994 鹿毛 アメリカ | Capote                       | Seattle Slew                 | Seattle Slew     |
| 母 イクスキューズ 2004 鹿毛 北海道新冠町 | 母の父*ボストンハーバー Boston Harbor 1994 鹿毛 アメリカ | Capote                       | Too Bald                     |                  |
| 母 イクスキューズ 2004 鹿毛 北海道新冠町 | 母の父*ボストンハーバー Boston Harbor 1994 鹿毛 アメリカ | Harbor Springs               | Vice Regent                  | Vice Regent      |
| 母 イクスキューズ 2004 鹿毛 北海道新冠町 | 母の父*ボストンハーバー Boston Harbor 1994 鹿毛 アメリカ | Harbor Springs               | Tinnitus                     |                  |
| 母 イクスキューズ 2004 鹿毛 北海道新冠町 | 母の母*クリスティキャット Christiecat 1987 鹿毛 アメリカ | Majestic Light               | Majestic Prince              | Majestic Prince  |
| 母 イクスキューズ 2004 鹿毛 北海道新冠町 | 母の母*クリスティキャット Christiecat 1987 鹿毛 アメリカ | Majestic Light               | Irradiate                    |                  |
| 母 イクスキューズ 2004 鹿毛 北海道新冠町 | 母の母*クリスティキャット Christiecat 1987 鹿毛 アメリカ | Toll Booth                   | Buckpasser                   | Buckpasser       |
| 母 イクスキューズ 2004 鹿毛 北海道新冠町 | 母の母*クリスティキャット Christiecat 1987 鹿毛 アメリカ | Toll Booth                   | Missy Baba                   |                  |
| 母系(F-No.)                              | クリスティキャット系(FN:3-l)                             | クリスティキャット系(FN:3-l) | クリスティキャット系(FN:3-l) | [ § 3 ]          |
| 5代内の近親交配                          | なし                                                     | なし                         | なし                         | [ § 4 ]          |
| 出典                                     | 1. 2. 3. 4.                                              | 1. 2. 3. 4.                  | 1. 2. 3. 4.                  | 1. 2. 3. 4.      |